# Valenciennea decora
Valenciennea decora es una especie de peces de la familia de los Gobiidae en el orden de los Perciformes.

## Morfología
Los machos pueden llegar a alcanzar los 11,3 cm de longitud total.

## Hábitat
Es un pez de Clima tropical y asociado a los  arrecifes de coral que vive entre 2-33 m de profundidad.

## Distribución geográfica
Se encuentra en Australia, Nueva Caledonia, Fiyi y Tonga.

## Observaciones
Es inofensivo para los humanos.